# Parafia Matki Bożej Nieustającej Pomocy w Zielonej Górze
Parafia Matki Bożej Nieustającej Pomocy w Zielonej Górze – rzymskokatolicka parafia, położona w dzielnicy Jędrzychów, w dekanacie Zielona Góra – Podwyższenia Krzyża Świętego, diecezji zielonogórsko-gorzowskiej, metropolii szczecińsko-kamieńskiej w Polsce, erygowana 24 czerwca 1980, wcześniej, od 1949 r. funkcjonowała kaplica urządzona w dawnej restauracji.
Proboszczem parafii od 25 sierpnia 1993 roku jest ks. kan. Krzysztof Skokowski.

## Zasięg parafii
Ulice w Zielonej Górze: 

- Agatowa,
- Aleksandry,
- Ametystowa,
- Arctowskiego Henryka,
- Azaliowa,
- Boczna,
- Bolka i Lolka,
- Bratkowa,
- Brylantowa,
- Budowlana,
- Bursztynowa,
- Calineczki,
- Chabrowa,
- Czekanowskiego Aleksandra,
- Czerskiego Jana,
- Daliowa,
- Diamentowa,
- Domeyki Ignacego,
- Dożynkowa,
- Fiołkowa,
- Funka Kazimierza,
- Goździkowa,
- Groszkowskiego Janusza,
- Heweliusza Jana,
- Infelda Leopolda,
- Irysowa,
- Jagodowa,
- Jałowcowa,
- Jarzębinowa,
- Jasia i Małgosi,
- Jaśminowa,
- Jęczmienna,
- Jędrzychowska,
- Kaczeńcowa,
- Kalinowa,
- Kasztanowa,
- Kąpielowa,
- Kiełpińska,
- Kocha Roberta,
- Kolberga Oskara,
- Konopna,
- Konwaliowa,
- Kopciuszka,
- Koralowa,
- Kożuchowska (nr. nieparzyste od 35 do końca, parzyste od 44 do końca),
- Krasnoludków,
- Krokusowa,
- Królewny Śnieżki,
- Krzywa,
- Kubusia Puchatka,
- Kwiatowa,
- Lawendowa,
- Leszczynowa,
- Liliowa,
- Łukasiewicza Ignacego,
- Makowa,
- Mieczykowa,
- Misia Uszatka,
- Mokra,
- Nagietkowa,
- Narutowicza Gabriela,
- Nobla Alfreda,
- Nowojędrzychowska,
- Olszewskiego Karola,
- Osiedle Robotnicze,
- Osiedle Wygoda,
- Parkowa,
- Plater Emilii,
- Perłowa,
- Pinokia,
- Piotrusia Pana,
- Podwójna,
- Pszenna,
- Rezedowa,
- Rolnicza,
- Rubinowa,
- Rumiankowa,
- Rzepakowa,
- Sasankowa,
- Sierpińskiego Wacława,
- Słonecznikowa,
- Słowicza,
- Stokrotkowa,
- Stolarska,
- Storczykowa,
- Strzeleckiego Pawła,
- Szafirowa,
- Szmaragdowa,
- Śniadeckiego Jędrzeja,
- Tulipanowa,
- Turkusowa,
- Urocza,
- Warzywna,
- Wierzbowa,
- Winna,
- Wronia,
- Wróblewskiego Zygmunta,
- Zawilcowa,
- Zawiszy Czarnego,
- Zbożowa,
- Złotej Rybki,
- Żytnia

## Proboszczowie
- ks. Leszek Gościmiński (1961–1974)
- o. Alojzy Graczyk (1974–1989)
- ks. Leon Andrys (1989–1993)
- ks. Krzysztof Skokowski (od 25 sierpnia 1993)